# Rhabdodon
Rhabdodon („vlnitý zub“) byl rod menšího býložravého ptakopánvého dinosaura z kladu Rhabdodontomorpha a čeledi Rhabdodontidae, žijícího v období pozdní křídy (stupeň maastricht, před 72 až 66 miliony let) na území Evropy (dnešní Španělsko, Francie a Rumunsko).

## Popis
Jednalo se o iguanodontida podobného rodu Tenontosaurus. Typovým druhem je R. priscus, popsaný již v roce 1869. Další druh R. septimanicus byl popsán v roce 1991. Celkově podobným zvířetem byl zřejmě také jediný dinosaurus, známý podle kosterních pozůstatků z našeho území (Burianosaurus augustai).[zdroj⁠?!] Při délce 4 až 4,5 metru dosahoval Rhabdodon hmotnosti asi 250 kilogramů.
Stejným rodem mohl být ve skutečnosti také rod Oligosaurus, objevený v Rakousku. Vzdáleně příbuzným rodem byl i v České republice objevený Burianosaurus.